# 코너 채프먼
코너 에드워드 채프먼(영어: Connor Edward Chapman, 1994년 10월 31일~)은 오스트레일리아의 축구 선수로 포지션은 수비형 미드필더과 센터백이다. 현재 김포 FC 소속이다. K리그 등록명은 채프만이다.

## 클럽 경력
2017년을 앞두고 인천유나이티드로 이적해 대한민국 K리그1에 데뷔한 뒤 한 시즌 만에 포항 스틸러스로 이적했다.
2021년 7월 12일, FC 서울 입단이 공식 발표되었다.

## 플레이 스타일
센터백, 수비형 미드필더 포지션으로 안정적인 수비를 보여주나, 발이 조금 느리고 빌드업이 매끄럽지 않은 점이 아쉬운 부분이다.